# Hüttenkorb
Hüttenkorb war ein sächsisches Volumen- und Kohlenmaß und in Gersdorf in Anwendung.
- 1 Hüttenkorb = 14,1 Kubikfuß (Wiener = 31.585,111 Liter[1]) = etwa 445,35 Liter
- 12 Hüttenkörbe = 1 Wagen = 169,2 Kubikfuß (Wiener) = etwa 5344,2 Liter